# 기관단총 목록
기관단총 목록은 지금까지 개발되고 사용된 기관단총의 목록이다.

## 4.6 × 30mm
- 헤클러&코흐 MP7 - 독일

## .22 LR
- 칼리코 M100
- 아메리칸180

## 5.56 × 45mm NATO(소총탄)
- K1A 기관단총 - 대한민국
- 자스타바 M85 - 유고슬라비아 사회주의 공화국

## 5.7 × 28mm
- FN P90

## .32 ACP
- Vz61 스콜피온 - 체코슬로바키아

## 8 × 22mm 남부
- 100식 기관단총

## 9 × 18mm 마카로프
- 고블린 기관단총 - 우크라이나
- 바이즌 PP-18 - 소비에트 연방
- 쉬프카 기관단총 - 불가리아
- 엘프-2 기관단총 - 우크라이나
- PPSH-41 - 소비에트 연방
- PPS-43 - 소비에트 연방

## 9 × 19mm 패러벨럼
- 고블린 기관단총 - 우크라이나
- 루거 MP-9 - 미국
- 마드센 M-50 - 덴마크 왕국
- 발터MP - 독일
- 베레타 M3 - 이탈리아
- 베레타 M12 - 이탈리아 공화국
- 베레타 M1938 -이탈리아 왕국
- 브루거&토멧 MP-9 - 스위스 연방
- 빌라 페로사 - 이탈리아
- 슈타이어 MPi-69 - 오스트리아 공화국
- 슈타이어 AUG 파라 - 오스트리아
- 슈타이어 TMP - 오스트리아
- 스텐 기관단총 - 영국
- 스털링 기관단총 - 영국
- 소치미 821형 기관단총 - 이탈리아
- 스펙트레 M4 기관단총 - 이탈리아
- 오웬 기관단총 - 오스트레일리아
- 우지 기관단총 - 이스라엘
- 잉그램 MAC-10 - 미국
- 잉그램 MAC-11 - 미국
- 칼 구스타프 M45 (스웨디시K) - 스웨덴
- 칼리코 M950 - 미국
- 칼리코 M960 - 미국
- 콜트 M635 - 미국
- 헤클러&코흐 MP5 - 독일
- 헤클러&코흐 UMP9 - 독일
- M42 기관단총 - 미국
- MP18 - 독일 제국
- MP38 - 나치 독일
- MP40 - 독일
- F1 기관단총 - 오스트레일리아
- FAMAE P.A.F. - 칠레
- FAMAE S.A.F. - 칠레
- FMK-3 - 아르헨티나
- MAT-49 - 프랑스 공화국
- K7 소음기관단총 - 대한민국
- OVP 기관단총 - 이탈리아
- TZ-45 기관단총 - 이탈리아

## .45 ACP
- BSM/9 M1 - 브라질
- CAV M9M1 - 브라질
- HAFDASA C-4 - 아르헨티나
- HALCON M-1943 - 아르헨티나
- CHROPI GP-10 - 그리스
- 톰슨 기관단총 - 미국
- M3 그리스건 - 미국
- 잉그램 MAC-10 - 미국
- TDI 벡터 - 미국

## 같이 보기
- 권총 목록
- 소총 목록
- 기관총 목록
- 산탄총 목록